# Sprunggelenk-Endoprothese

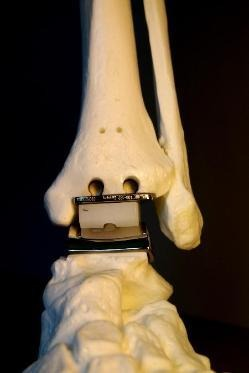
Implantierte Sprunggelenks-Endoprothese

## Historie
Die Prothese im oberen Sprunggelenk (OSG) ist keine neue Erfindung. Künstliche Sprunggelenke werden seit 1962, beginnend mit einem Oberflächenersatz des Talus und ab den frühen 1970er Jahren mit Zwei-Komponenten-Prothesen (zum Beispiel nach Thompson-Richard), welche zementiert verankert wurden. Die optimistischen Erwartungen aus der Anfangszeit konnten in der Langzeitbeobachtung nicht bestätigt werden. Die Prothesen lockerten sich nach wenigen Jahren und mussten entfernt werden: Das Design und die Verankerungsmethode der Prothesen erster Generation waren noch nicht ausgereift. Inzwischen gibt es jedoch seit circa 20 Jahren Erfahrungen mit modernen Totalendoprothesen des Sprunggelenkes.

## Epidemiologie, Ätiologie und Pathogenese
Die Arthrose des oberen Sprunggelenks hat mit einer Inzidenz von ca. 1–2 % eine deutlich niedrigere Verbreitung als die Gon- oder Coxarthrose. Trotz der schlechteren biomechanischen Konditionen für den Knorpel am Sprunggelenk (z. B. kleinere Auflagefläche, höhere Belastung) ist dieser aufgrund einer veränderten Zusammensetzung und speziellen zellulären Eigenschaften widerstandsfähiger als an Knie und Hüfte. Etwas mehr als 50 % aller Arthrosen des Sprunggelenks können auf traumatische Ursachen zurückgeführt werden. Dies können Frakturen, aber auch ligamentäre Verletzungen sein.
Als häufigste Ursache der sekundären Arthrose gelten
- Rheumatoide Arthritis
- Hämochromatose
- Hämophilie
- Gicht
- Kristallarthropathien
- Osteochondrale Läsionen
- Gelenkinfektionen
- Kollagenstoffwechselstörungen

## Indikation
Um die für eine Prothese geeigneten Patienten herauszufinden, wird vor jeder Operation eine gründliche körperliche Untersuchung des Patienten erfolgen, die das Röntgen des erkrankten Gelenkes beinhaltet. Eine Kernspintomographie (NMR) kann in bestimmten Fällen eine notwendige Zusatzuntersuchung sein. Bei Durchblutungsstörungen im Bereich des Sprungbeins, Infektionen und schweren Weichteilproblemen im Bereich des Sprunggelenkes ist kein Sprunggelenksersatz möglich. Grobe Fehlstellungen im oberen Sprunggelenk können die Operation erheblich erschweren. Die Implantation eines künstlichen Sprunggelenkes ist eine technisch anspruchsvolle und schwierige Operation. Sie sollte deshalb von geübten, mit dieser Problematik vertrauten Operateuren durchgeführt werden. In Deutschland werden derzeit ca. 850 Sprunggelenksendoprothesen pro Jahr implantiert.

## Prothesenarten und Operationstechnik
Es gibt zurzeit mehrere Prothesen-Modelle, im 2- und 3-Komponenten-Design. Die meisten Sprunggelenksprothesen werden über einen vorderen, längsverlaufenden Zugang zum oberen Sprunggelenk eingesetzt. Dabei wird ein ausreichend langer Hautschnitt durchgeführt um Zug der Haken auf die Weichteile zu vermeiden. Durch präzise Ausrichtungs- und Sägeschablonen wird das Knochenlager im Bereich der Tibia und des Talus entsprechend zugerichtet, so dass die Prothese eingesetzt werden kann. Um exakte Sägeschnitte zu ermöglichen, können Schnittblöcke für die Resektion an Tibia und Talus können mittels CT-Daten patientenindividuell erstellt werden. Hierbei ist die Ausrichtung präoperativ zu bestimmen. Anschließend wird per Computer eine dem Knochen exakt angepasste Sägeführung erstellt, die dem Operateur das intraoperative Beurteilen von Ausrichtungswinkeln und Resektionslinien erspart.

### Komponenten
Die modernen Sprunggelenk-Endoprothesen bestehen aus drei Komponenten:
1. einer gerundeten Kappe für die Sprungbein-Rolle aus einer Kobalt-Chrom-Legierung,
2. einer Platte für die Schienbein-Gelenkfläche aus einer Kobalt-Chrom-Legierung, und
3. einem frei beweglichen oder an der Tibia-Komponente befestigten Polyethylen-Gleitkern.

Die Anpassung der Stabilität im künstlichen Gelenk erfolgt über die Höhe des Polyethylen-Gleitkernes.
Eine entscheidende Verbesserung erbrachte bei der modernen Sprunggelenks-Endoprothese die zementfreie Verankerung der beiden Komponenten an Sprungbein (Talus) und Schienbein (Tibia). Eine Spezialbeschichtung, beispielsweise mit Titan/Calciumphosphat ermöglicht das feste Verwachsen des Knochens mit den Implantaten.

## Ablauf einer Operation

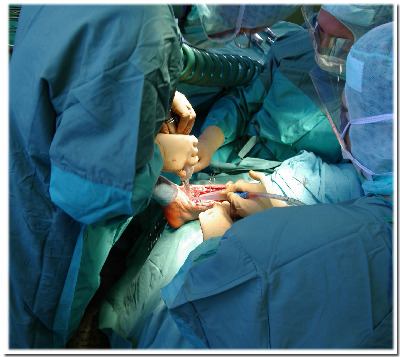
Der Einbau einer Prothese des oberen Sprunggelenkes gehört zu den technisch anspruchsvollsten Operationen in der Orthopädie bzw. Unfallchirurgie und erfolgt in spezialisierten Zentren für Sprunggelenks-Endoprothetik

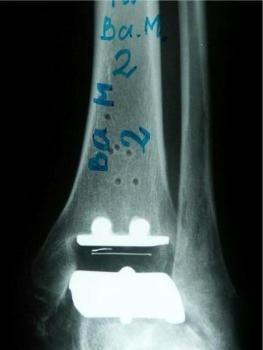
Röntgenbild einer implantierten Sprunggelenks-Endoprothese mit einer Schienbein-Gleitplatte (oben) und einer Kappe für das Sprungbein (unten) mit einem Polyethylen-Gleitkern in der Mitte

Der Eingriff erfolgt normalerweise in Regionalanästhesie, bei der entweder die untere Körperhälfte, oder nur das betroffene Bein in die Anästhesie einbezogen wird. Der wesentliche Vorteil dieser Methode liegt in der erleichterten Schmerztherapie nach der Operation. In besonderen Fällen wird der Eingriff auch in Allgemeinnarkose durchgeführt.
Die Operationsdauer beträgt gewöhnlich zwischen 90 und 120 Minuten.
Unmittelbar nach der Operation wird der Patient mit einer speziellen Orthese (zum Beispiel Vacoped®- oder DARCO Posterior Splint Schiene) versorgt. Bei unkompliziertem Verlauf kann der Patient bereits am 1. Tag nach der Operation mit Hilfe aufstehen. Am 2. Tag nach der Operation wird das Bein in der Orthese einmalig kontrolliert axial voll belastet. Dies dient zur Nachkompression der Prothesen-Komponenten im Knochenlager und Ruhigstellung des Sprunggelenks sowie der Narbe postoperativ.

### Nach der Operation
Ab dem 2. Tag nach der Operation beginnen die Geh-Übungen mit der Vacoped®-Schiene mit einer 20-30kg-Teilbelastung des operierten Beins. Bei zeitgerechter Wundheilung kann nach 14 Tagen die Belastung des Fußes im Walker bis zur Vollbelastung gesteigert werden. Der Walker soll insgesamt über 6 Wochen getragen werden. Zusätzlich wird ab dem 2. postoperativen Tag eine sogenannte „Zwischenmobilisierung“ des operierten Sprunggelenkes mit Heben und Absenken des Fußes durchgeführt. Ergänzend erfolgt die passive Beübung des Gelenkes mit einer Motorschiene. Eine rezeptierung für den häuslichen Gebrauch ist angezeigt. Manuelle Lymphdrainagen und Hochlagerung fördern das Abschwellen des Gelenkes. Die Fäden werden nach abgeschlossener Wundheilung in der Regel am 12. Tag nach der Operation entfernt. Die weitere physiotherapeutische Behandlung kann dann entweder in einer stationären Anschlussheilbehandlung oder einer ambulanten Physiotherapie durchgeführt werden. Die Rehabilitationsphase dauert insgesamt ca. 12 Wochen. Bis zur Wiedererlangung eines physiologischen Gangbildes wird in der Regel eine Anti-Thrombose Prophylaxe angeordnet.

## Kontrolluntersuchungen
Die erste Röntgen-Kontrolle erfolgt unmittelbar nach der Operation. Die weiteren Röntgen-Kontrollen sollten in der Regel bei der Entlassung aus der stationären Behandlung und weiter 6 Wochen postoperativ, 12 Wochen postoperativ, 6 Monate postoperativ und dann jährlich jeweils im Rahmen der klinischen Kontroll-Untersuchungen durchgeführt werden.

## Risiken und Komplikationen
Wie bei anderen Operationen können bei der Implantation einer Sprunggelenkprothese Komplikationen auftreten. Ein Bruch des Innen- oder Außenknöchels entweder während der Operation oder unmittelbar nach der Operation muss dann zusätzlich operativ stabilisiert werden. Wundheilungsstörungen und andere Weichteilprobleme benötigen manchmal auch eine längere Behandlung, gelegentlich auch plastisch-chirurgische Zusatzeingriffe. In einigen Fällen müssen auch Nachfolgeoperationen durchgeführt werden. Der Grund hierfür kann zum Beispiel neben Knochenbrüchen, die Lockerung von einzelnen Prothesenkomponenten, fortbestehende Schmerzen, oder auch eine zu stark eingeschränkte Beweglichkeit sein.
Selten ist ein Wechsel von Prothesenteilen oder auch eine Versteifungsoperation notwendig.
Wegen der relativ geringen Knochenverluste bei den neueren Prothesenmodellen kann als ultima ratio eine Versteifungsoperation (Arthrodese des Sprunggelenkes) durchgeführt werden.